# Toulal
Toulal (en àrab تولال, Tūlāl; en amazic ⵜⵓⵍⴰⵍ) és un municipi de la prefectura de Meknès, a la regió de Fes-Meknès, al Marroc. Segons el cens de 2014 tenia una població total de 19.077 persones.

## Persones il·lustres
- Haj Houcine Toulali, músic.